# Марков, Иосиф Георгиевич
Иосиф Георгиевич Марков (25 июня 1898, Володарка, Сквирский уезд, Киевская губерния, Российская империя — 6 января 1963, Кратово, Московская область, РСФСР, СССР) — советский библиограф и политэкономист.

## Биография
Родился 25 июня 1898 года в Володарке. Вскоре после рождения переехал в Москву, после окончания средней школы несколько лет не мог пойти учиться по неизвестным причинам, и лишь в 1921 году удача улыбнулась ему — поступил в ИНХ имени Плеханова, который он окончил в 1926 году. После окончания института работал в различных институтах. В 1936 году был принят на работу в ГБЛ и проработал вплоть до 1941 года, одновременно с этим в 1939 году был назначен на должность профессора МГБИ.
Скончался 6 января 1963 года в Кратове. Похоронен на Донском кладбище.

## Научные работы
Основные научные работы посвящены библиографоведению. Автор свыше 40 научных работ.
- Написал ряд статей, посвящённых библиотековедению. Активно сотрудничал с изданиями БСЭ.